# エッフェル塔のレプリカと派生作品
本項では、エッフェル塔のレプリカと派生作品（エッフェルとうのレプリカとはせいさくひん）を取り上げる。エッフェル塔は、最も象徴的かつ著名な建造物の一つであり、世界中の50以上の塔の建造に影響を与えてきた。

## レプリカ
エッフェル塔は、イングランドのブラックプールにあるブラックプールタワーのモデルとなった。市長であったジョン・ビッカースタッフは、1889年に万国博覧会が開催されていたパリを訪れ、タワーの建設を委任した。デザインはとても似ており、1894年に完成した。主な違いは、ブラックプールタワーはエッフェル塔のおよそ半分の高さであり、補助なしで建っていることである。基礎部分は、タワー・サーカスのある建物に含まれている。
他のエッフェル塔のレプリカを、規模と高さの順に、表にリストアップしている。レプリカそのものだけでなく、デザインを真似たもの、ただ似ているだけのものも含む。
| 名称                                     | 位置                                                    | 高さ                | 規模           | 座標                                                                          | 備考                                                                                         | 画像  |
| ---------------------------------------- | ------------------------------------------------------- | ------------------- | -------------- | ----------------------------------------------------------------------------- | -------------------------------------------------------------------------------------------- | ----- |
| 龍塔                                     | 中華人民共和国黒竜江省ハルビン                          | 336 m (1,102 ft)    | 実物大         | 北緯45度44分45.55秒 東経126度40分28秒 / 北緯45.7459861度 東経126.67444度      | 電波塔                                                                                       |       |
| 東京タワー                               | 日本東京都港区                                          | 332.5 m (1,091 ft)  | 実物大         | 北緯35度39分31秒 東経139度44分44秒 / 北緯35.65861度 東経139.74556度           | 電波塔                                                                                       |       |
| 名古屋テレビ塔                           | 日本名古屋市                                            | 180 m (591 ft)      | 1:2規模        | 北緯35度10分20.42秒 東経136度54分30.02秒 / 北緯35.1723389度 東経136.9083389度 | 電波塔                                                                                       |       |
| ラスベガス・エッフェル塔                 | ラスベガス・ストリップパリス・ラスベガス・ホテル/カジノ | 165 m (541 ft)      | 1:2規模        | 北緯36度6分45秒 西経115度10分20秒 / 北緯36.11250度 西経115.17222度            | -                                                                                            |       |
| イスマニング・ラジオ塔                   | ドイツバイエルン州イスマニング                          | 163 m (535 ft)      | 1:2規模        | 北緯48度15分1秒 東経11度45分0秒 / 北緯48.25028度 東経11.75000度               | 1983年に廃止された中波放送に使用された木製のラジオ塔                                         |       |
| エッフェル塔                             | コタイ地区、マカオ                                      | 160 m (525 ft)      | 1:2規模        | 北緯22度08分37秒 東経113度33分46秒 / 北緯22.14364度 東経113.56283度           | 「パリジャン・マカオ」ホテルの敷地内にある。                                                 |       |
| フンクトゥルム・ベルリン                 | ドイツベルリン                                          | 150 m (492 ft)      | 1:2規模        | 北緯52度30分18.2秒 東経13度16分41.45秒 / 北緯52.505056度 東経13.2781806度     | -                                                                                            |       |
| 世界の窓のエッフェル塔                   | 中華人民共和国深圳市                                    | 108 m (354 ft)      | 1:3規模        | 北緯22度32分13.33秒 東経113度58分9.51秒 / 北緯22.5370361度 東経113.9693083度  | -                                                                                            | image |
| 天都城のエッフェル塔                     | 中華人民共和国杭州市                                    | 108 m (354 ft)      | 1:3規模        | 北緯30度23分6.72秒 東経120度14分36.60秒 / 北緯30.3852000度 東経120.2435000度  | -                                                                                            |       |
| エッフェル塔                             | オハイオ州メイソンキングス・アイランド遊園地            | ~101 m (~332 ft)    | 1:3規模        | 北緯39度20分36秒 西経84度16分1秒 / 北緯39.34333度 西経84.26694度              | -                                                                                            |       |
| エッフェル塔                             | バージニア州ドスウェルキングス・ドミニオン遊園地        | ~101 m (332 ft      | 1:3規模        | 北緯37度50分23秒 西経77度26分43秒 / 北緯37.83972度 西経77.44528度             | -                                                                                            |       |
| メタリック・タワー・オブ・フルヴィエール | フランスリヨン                                          | 85.9 m (282 ft)     | 1:4規模        | 北緯45度45分49.57秒 東経4度49分20.16秒 / 北緯45.7637694度 東経4.8222667度     | 無線送信機。建設は教会記念碑として1892年に始められた。                                       |       |
| 初代通天閣                               | 日本大阪市浪速区                                        | 75 m                | 1:5規模        | 北緯34度39分09.00秒 東経135度30分23.00秒 / 北緯34.6525000度 東経135.5063889度 | 土台部分のモデルはエトワール凱旋門。1943年解体。                                             |       |
| トレ・デル・レフォルマドール             | グアテマラグアテマラシティ                              | 75 m (246 ft)       | 1:5規模        | coord                                                                         | 1935年建設                                                                                   |       |
| ペトシーン展望タワー                     | チェコプラハ                                            | 63.5 m (208 ft)     | 1:6規模        | 北緯50度05分0.76秒 東経14度23分42.18秒 / 北緯50.0835444度 東経14.3950500度    | -                                                                                            |       |
| エッフェル塔                             | メキシコドゥランゴ州ゴメスパラシオ                      | 約58 m (190 ft)     | 1:6規模        | 不明                                                                          | -                                                                                            |       |
| エッフェル塔                             | ルーマニアスロボジア                                    | 54 m (177 ft)       | 1:6規模        | 北緯44度33分27秒 東経27度19分59秒 / 北緯44.55750度 東経27.33306度             | -                                                                                            |       |
| エッフェル塔                             | ロシアチェリャビンスク州パリ                            | 50 m (164 ft)       | 1:6規模        | 北緯53度17分51.02秒 東経60度5分59.46秒 / 北緯53.2975056度 東経60.0998500度    | 携帯電話塔として南ウラル携帯電話会社によって建設された。                                     |       |
| ワトキンス・タワー                       | イギリスイングランドロンドン                            | 47 m (154 ft)       | 1:6規模        | 北緯51度33分20秒 西経0度16分46秒 / 北緯51.55556度 西経0.27944度               | もともと、高さ358 m (1,175 ft)として計画された。建設は1891年に始まったが1907年に中断された。 |       |
| ボルドー・タワー                         | ノースカロライナ州ファイエットビル                      | 約45 m (148 ft)     | 1:6規模        | 北緯35度1分48秒 西経78度55分50秒 / 北緯35.03000度 西経78.93056度              | -                                                                                            | image |
| コペンハーゲン動物園タワー               | デンマークコペンハーゲン                                | 43.5 m (143 ft)     | 1:6規模        | 北緯55度40分19.16秒 東経12度31分24.70秒 / 北緯55.6719889度 東経12.5235278度   | 木製                                                                                         |       |
| ゴールデン・サンズエッフェル塔           | ブルガリアヴァルナ                                      | 32.4 m (106 ft))    | およそ1:10規模 | 北緯43度17分3.91秒 東経28度2分39.08秒 / 北緯43.2844194度 東経28.0441889度     | 観光名所としてリゾート地に建設された。                                                       |       |
| エッフェル塔                             | スペイントレホンヨーロッパ公園                          | 30.4 m (100 ft))    | およそ1:10規模 | -                                                                             | 2010年完成。1800万ドルのレプリカ・テーマパークの一部。                                       |       |
| エッフェル塔                             | フロリダ州レイク・ブエナ・ビスタエプコット              | 23 m (76 ft)        | 1:14規模1:10)  | 北緯28度22分6.86秒 西経81度33分11.89秒 / 北緯28.3685722度 西経81.5533028度    | -                                                                                            |       |
| テキサス州パリ・エッフェル塔             | テキサス州パリス                                        | 65フィート (20 m)   | 1:16規模       | 北緯33度38分23.52秒 西経95度31分25.92秒 / 北緯33.6398667度 西経95.5238667度   | 頂部には「テキサスらしく」、大きな赤いカウボーイハットがかぶせられている。                   |       |
| エッフェル塔                             | テネシー州パリス                                        | 約60フィート (18 m) | 1:20規模       | 北緯36度17分12.94秒 西経88度18分5.41秒 / 北緯36.2869278度 西経88.3015028度    | -                                                                                            |       |
| フィリアトラ・エッフェル塔               | ギリシャメッシニア県フィリアトラ                        | 18 m                | 規模           | 北緯37度09分44秒 東経21度34分59秒 / 北緯37.1621591度 東経21.5829313度         | 村の入口にある。                                                                             |       |
| メカノ・モデル                           | ジョージア州アトランタスキトレック科学博物館            | 11 m (36 ft)        | -              | loc                                                                           | -                                                                                            | image |
| ヨーロッパ・エッフェル塔                 | ブリュッセルミニ＝ヨーロッパ                            | 12.96 m             | 1:25規模       | 北緯50度53分39.44秒 東経4度20分21.16秒 / 北緯50.8942889度 東経4.3392111度     | -                                                                                            |       |
| エッフェル塔                             | 栃木県日光市                                            |                     | 1:25規模       | 北緯36度48分24秒 東経139度42分44秒 / 北緯36.806632度 東経139.712203度         | 東武ワールドスクウェア内の「ヨーロッパゾーン」に存在                                         |       |
| ブリスベン・エッフェル塔                 | オーストラリアブリスベン                                | およそ12 m (39 ft)  | 1:25規模       | 南緯27度28分14秒 東経153度00分17秒 / 南緯27.4706856度 東経153.0046901度       | ルエ・ド・パリス・カフェの屋上のモデル。                                                     | image |
| モンマルトル・エッフェル塔               | サスカチュワン州モンマルトル                            | 8.5m                | 1:40規模       | 北緯50度13分16秒 西経103度26分55秒 / 北緯50.2211472度 西経103.4487033度       | -                                                                                            | image |
| ドレイファス・エッフェル塔               | テキサス州オースティン                                  | 7.5 m (25 ft)       | 1:45規模       | 北緯30度17分02秒 西経97度45分06秒 / 北緯30.2838976度 西経97.7517731度         | ドレイファス・アンティーク・ショップにある。                                                 | image |
| ミシガン州パリ・エッフェル塔             | ミシガン州パリス                                        | およそ3 m (10 ft)   | 1:110規模      | 北緯43度47分18秒 西経85度30分02秒 / 北緯43.7882867度 西経85.5005139度         | 公園内にある。                                                                               | image |
| エッフェル塔                             | アゼルバイジャンバクー                                  | およそ3 m (10 ft)   | 1:110規模      | 北緯40度22分19秒 東経49度50分40秒 / 北緯40.371932度 東経49.844419度           | サヒル・ショッピング・センター「パルファム・デ・フランス」にある。                           | image |

### 高さ不明の他のレプリカ
- 仕出し業者「Rungis Express」の屋上にある。ドイツ、メッケンヘイム北緯50度38分34.13秒 東経7度01分14.02秒 / 北緯50.6428139度 東経7.0205611度とザッテルドルフ北緯49度10分55.84秒 東経10度04分29.41秒 / 北緯49.1821778度 東経10.0748361度
- ファルコンシティ・オブ・ワンダーズの目玉 — ドバイで計画される新しいプロジェクト。UAEにあり、現代の世界七大驚異にもなっている。[14] およそ北緯25度5分43.8秒 東経55度20分31.5秒 / 北緯25.095500度 東経55.342083度
- ポーランドインヴォートインヴォート・ミニチュア・パーク
- マレーシアゲンティンハイランドのショッピングモール・ファースト・ワールド・プラザにある。[15]
- カザフスタンアクタウ — オイル建設のオフィス前にある。
- クライルスハイム近くのザッテルドルフにある会社の屋上にある。北緯49度10分55.84秒 東経10度04分29.41秒 / 北緯49.1821778度 東経10.0748361度
- フランスアパック、ドイツとルクセンブルクの国境に近い。 北緯49度27分59秒 東経06度22分18秒 / 北緯49.46639度 東経6.37167度
- ベトナムダラット。設計と使用しているのは、ベッテル電波塔北緯11度56分14.12秒 東経108度26分18.58秒 / 北緯11.9372556度 東経108.4384944度
- ブルームフォンテーン、バソ近郊の工業地帯。南緯29度08分48秒 東経26度13分01秒 / 南緯29.1467度 東経26.2169度
- ブラジルリオ・デ・ジャネイロバーラ・ワールド・ショッピング&パーク。
- オーストリアクラーゲンフルトのミニチュア・パーク、ミニマンダスのモデル。
- フランスメーヌ・エ・ロワールにある高さ約2mのモデル。

## ギャラリー

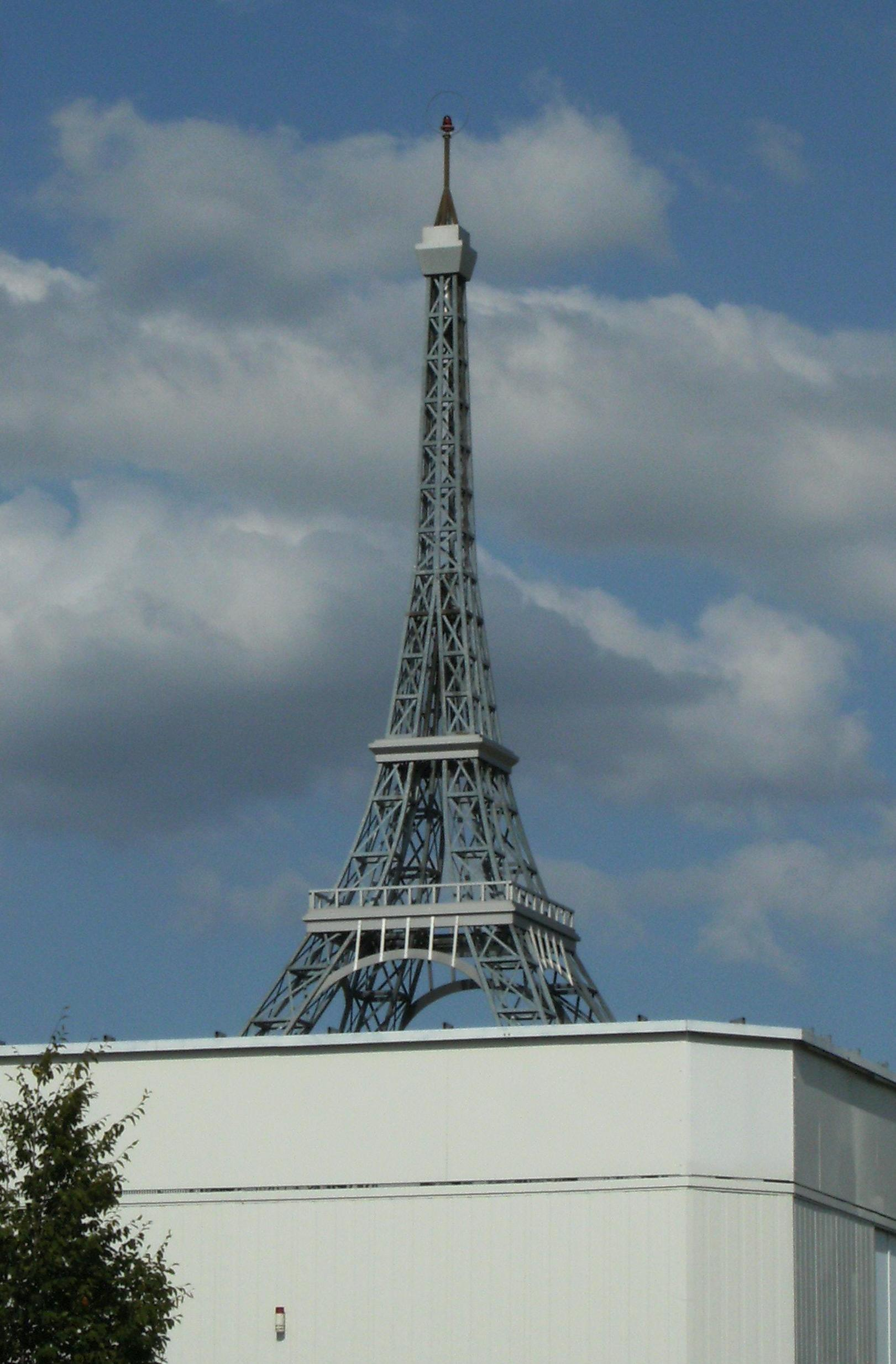
ドイツ、クライルスハイム近くのザッテルドルフにある工場のエッフェル塔レプリカ
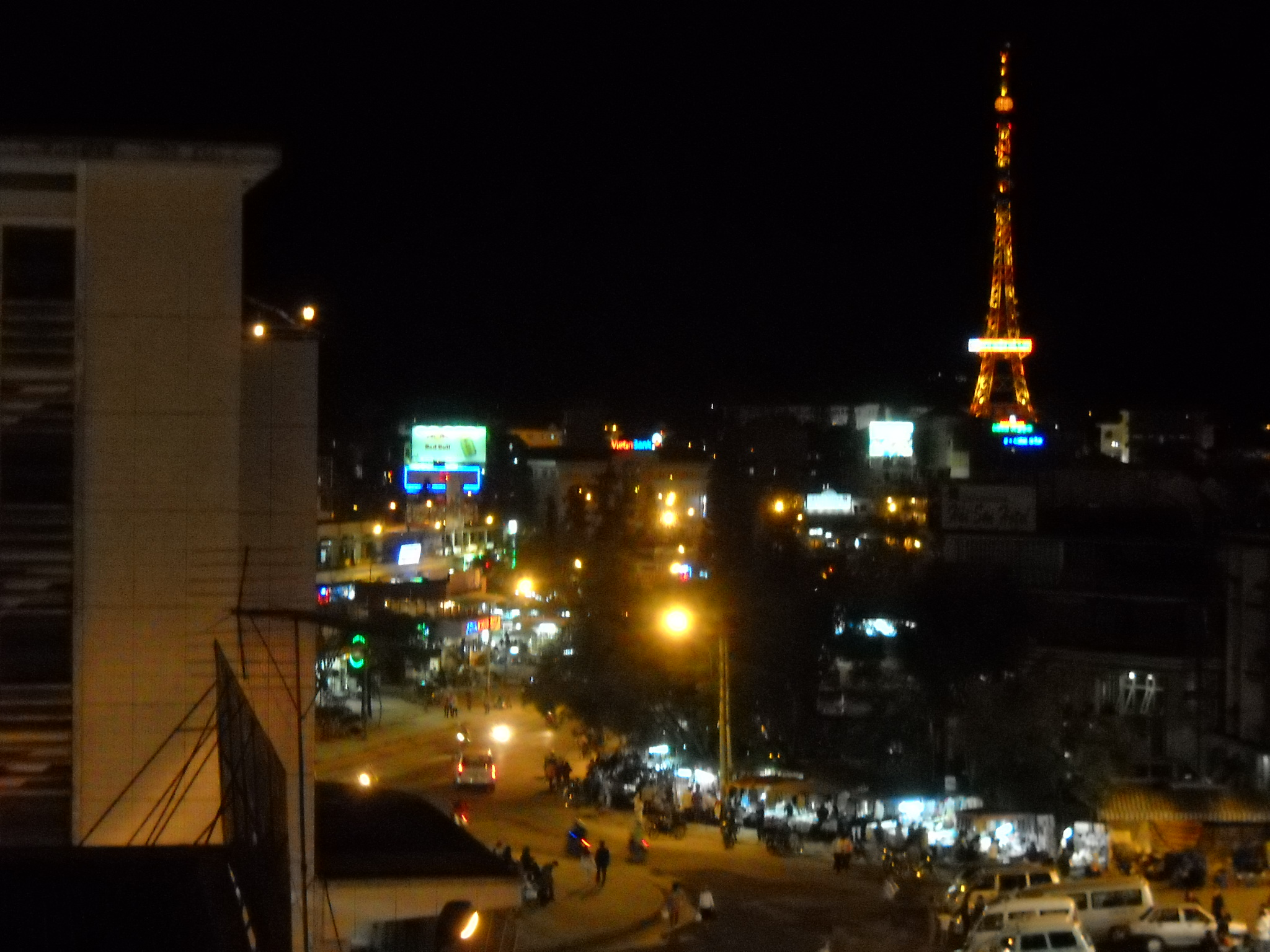
ベトナムダラットのエッフェル塔形電波塔
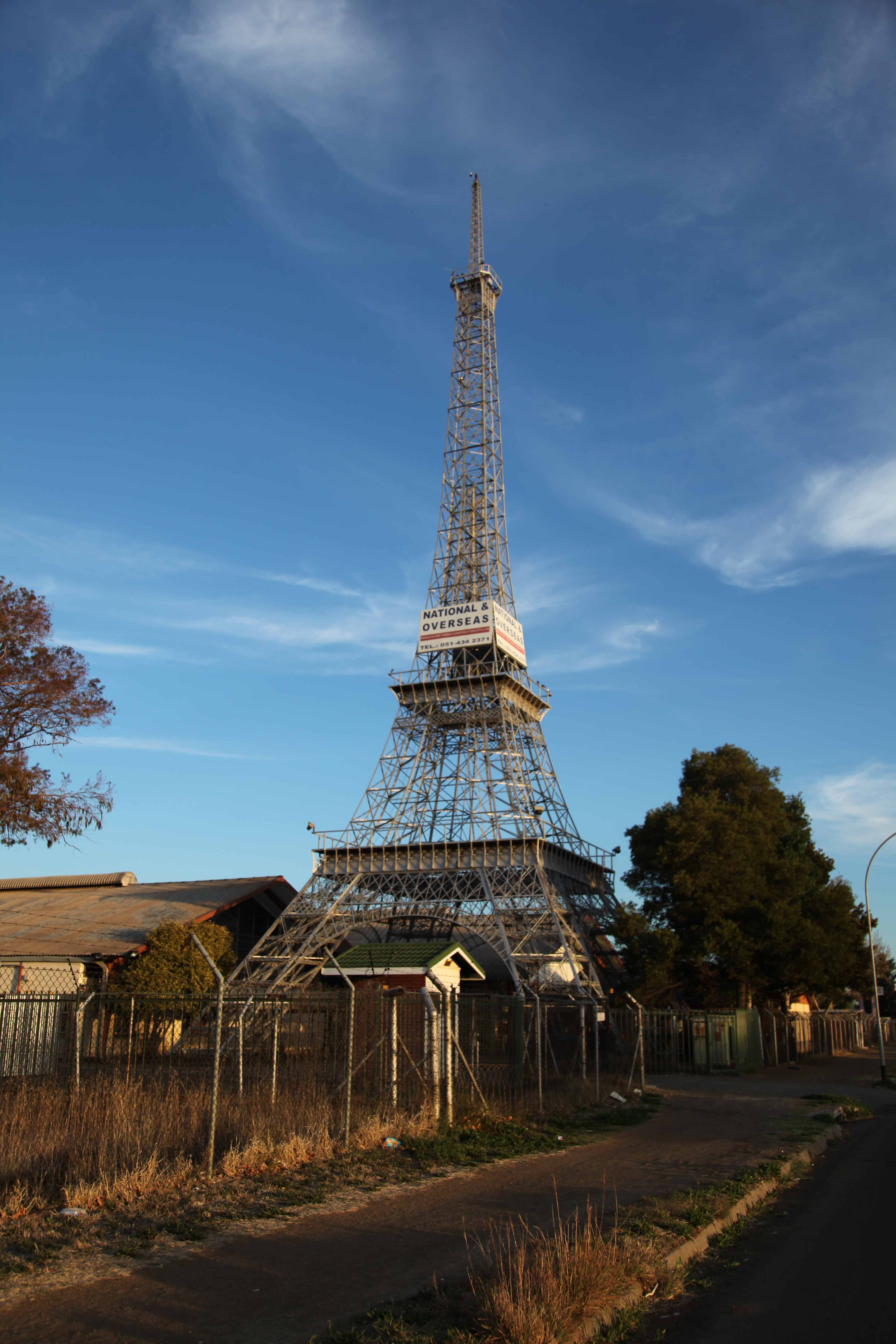
南アフリカブルームフォンテーンのレプリカ